# Copa de la Liga de Inglaterra 2019-20
La Copa de la Liga de Inglaterra 2019-20, también conocida como EFL Cup y por motivos de patrocinio Carabao Cup, fue la sexagésima edición del torneo. Es una competición que se juega en formato de eliminación directa a un solo partido en la que participan equipos de la liga de fútbol profesional de Inglaterra y Gales. El campeón clasifica a la tercera ronda de la UEFA Europa League 2020-21. El Manchester City es el defensor del título.
Las rondas se juegan a partido único a excepción de las semifinales que serán a doble partido, si un enfrentamiento termina empate se irá a tiros desde el punto penal sin tiempo extra a diferencia de la final.

## Distribución
El torneo está organizado de forma que lleguen 32 equipos a la tercera ronda. Los equipos que juegan competiciones europeas durante esta temporada entran directamente en la tercera ronda, los demás equipos de la Premier League entran en la segunda ronda, y los demás equipos de la Football League en la primera ronda.
|                            | Equipos que entran en esta ronda                                                                                       | Equipos que pasan de la ronda anterior |
| -------------------------- | --- | -------------------------------------- |
| Primera ronda (70 equipos) | - 24 equipos de Football League Two - 24 equipos de Football League One - 22 equipos de Football League Championship   |                                        |
| Segunda ronda (50 equipos) | - 2 equipos de Football League Championship - 13 equipos de la Premier League (no envueltos en competiciones europeas) | - 35 ganadores de la primera ronda     |
| Tercera ronda (32 equipos) | - 7 equipos de la Premier League (envueltos en competiciones europeas)                                                 | - 25 ganadores de la segunda ronda     |
| Cuarta ronda (16 equipos)  | | - 16 ganadores de la tercera ronda     |
| Quinta ronda (8 equipos)   | | - 8 ganadores de la cuarta ronda       |
| Semifinales (4 equipos)    | | - 4 ganadores de la quinta ronda       |
| Final (2 equipos)          | | - 2 ganadores de las semifinales       |

## Primera Ronda
Un total de 70 equipos juegan la primera ronda: 24 de la League Two (cuarta división), 24 de la League One (tercera división), y 22 de la EFL CHampionship (segunda división). Para el sorteo, los equipos fueron divididos por criterio regional, "norte" y sur". John Barnes y Ray Parlour fueron los encargados del sorteo.
Los horarios corresponden a UTC +1.
| 6 de agosto de 2019, 19:45 | (3) Portsmouth                  | 3:0     | Birmingham City (2) | Fratton Park, Portsmouth                             |                                                      |
|                            | - Harrison 30', 54' - Close 39' | Reporte |                     | Asistencia: 9.913 espectadores Árbitro(s): Neil Hair | Asistencia: 9.913 espectadores Árbitro(s): Neil Hair |

| 13 de agosto de 2019, 19:45 | (3) Accrington Stanley | 1:3     | Sunderland (3)                          | Crown Ground, Accrington    |                             |
|                             | - Bishop 61'           | Reporte | - 17' McNulty - 79'McGeady - 90+4' Wyke | Árbitro(s): Darren Drysdale | Árbitro(s): Darren Drysdale |

| 13 de agosto de 2019, 19:45 | (3) AFC Wimbledon                      | 2:2 (2:4 p.)               | MK Dons (3)                         | Kingsmeadow, Londres                                       |                                                            |
|                             | - Wagstaff 8' - O'Neill 90+4'          | Reporte                    | - 16' McGrandles - 50' Kasumu       | Asistencia: 2,191 espectadores Árbitro(s): Darren Drysdale | Asistencia: 2,191 espectadores Árbitro(s): Darren Drysdale |
|                             |                                        | Tiros desde el punto penal |                                     |                                                            |                                                            |
|                             | - O'Neill - Reilly - Hartigan - Pigott |                            | - Poole - Martin - Cargill - Gilbey |                                                            |                                                            |

| 13 de agosto de 2019, 19:45 | (2) Barnsley | 0:3     | Carlisle United (4)                     | Oakwell Stadium, Carlisle                            |                                                      |
|                             |              | Reporte | - 24' McKirdy - 58' Bridge - 64' Thomas | Asistencia: 5,208 espectadores Árbitro(s): Ben Toner | Asistencia: 5,208 espectadores Árbitro(s): Ben Toner |

| 13 de agosto de 2019, 19:45 | (2) Blackburn Rovers                        | 3:2     | Oldham Athletic (4)            | Ewood Park, Blackburn                                |                                                      |
|                             | - Dack 70' - Downing 90+2' - Rothwell 90+5' | Reporte | - 14' Nepomuceno - 80' Maouche | Asistencia: 5,215 espectadores Árbitro(s): Tom Nield | Asistencia: 5,215 espectadores Árbitro(s): Tom Nield |

| 13 de agosto de 2019, 19:45 | (3) Blackpool                                | 2:2 (2:4 p.)               | Macclesfield Town (4)                             | Bloomfield Road, Blackpool                            |                                                       |
|                             | - Turton 31' - Gnanduillet 90'               | Reporte                    | - 39' Bushiri - 65' Gomis                         | Asistencia: 3,715 espectadores Árbitro(s): Martin Coy | Asistencia: 3,715 espectadores Árbitro(s): Martin Coy |
|                             |                                              | Tiros desde el punto penal |                                                   |                                                       |                                                       |
|                             | - Pritchard - Kaikai - Delfouneso - Thompson |                            | - Horsfall - Archibald - Osadebe - Clarke - Evans |                                                       |                                                       |

| 13 de agosto de 2019, 19:45 | (4) Bradford City | 0:4     | Preston North End (2)                          | Valley Parade, Bradford                                    |                                                            |
|                             |                   | Reporte | - 13' Green - 19', 53' Barkhuizen - 71' Harrop | Asistencia: 3,456 espectadores Árbitro(s): Matthew Donohue | Asistencia: 3,456 espectadores Árbitro(s): Matthew Donohue |

| 13 de agosto de 2019, 19:45 | (2) Brentford                                            | 1:1 (4:5 p.)               | Cambridge United (4)                                | Griffin Park, Brentford |                        |
|                             | - Forss 69'                                              | Reporte                    | - 3' Richards                                       | Árbitro(s): Lee Swabey  | Árbitro(s): Lee Swabey |
|                             |                                                          | Tiros desde el punto penal |                                                     |                         |                        |
|                             | - Jensen - Marcondes - Mbeumo - Watkinds - Forss - Racic |                            | - Hannant - Lewis - Dunk - Lambe - Darling - Knibbs |                         |                        |

| 13 de agosto de 2019, 19:45 | (3) Bristol Rovers                   | 3:0     | Cheltenham Town (4) | Memorial Stadium (Bristol), Brístol                         |                                                             |
|                             | - Smith 38', 49' - Clarke-Harris 67' | Reporte |                     | Asistencia: 2.909 espectadores Árbitro(s): Graham Salisbury | Asistencia: 2.909 espectadores Árbitro(s): Graham Salisbury |

| 13 de agosto de 2019, 19:45 | (2) Charlton Athletic              | 0:0 (3:5 p.)               | Forest Green Rovers (4)                      | The Valley (estadio), Londres                         |                                                       |
|                             |                                    | Reporte                    |                                              | Asistencia: 2,693 espectadores Árbitro(s): John Busby | Asistencia: 2,693 espectadores Árbitro(s): John Busby |
|                             |                                    | Tiros desde el punto penal |                                              |                                                       |                                                       |
|                             | - Bonne - Sarr - Morgan - Oshilaja |                            | - Mills - Grubb - Adams - Morton - McCoulsky |                                                       |                                                       |

| 13 de agosto de 2019, 19:45 | (4) Colchester United                       | 3:0     | Swindon Town (4) | Colchester Community Stadium, Colchester                      |                                                               |
|                             | - Eastman 77' - Senior 90+2' - Comley 90+7' | Reporte |                  | Asistencia: 1.595 espectadores Árbitro(s): Charles Breakspear | Asistencia: 1.595 espectadores Árbitro(s): Charles Breakspear |

| 13 de agosto de 2019, 19:45 | (3) Coventry City                            | 4:1     | Exeter City (4) | St Andrew's Stadium, Birmingham                         |                                                         |
|                             | - Hiwula 2', 28' - Godden 23' - Bakayoko 88' | Reporte | - 81' Sweeney   | Asistencia: 1.555 espectadores Árbitro(s): Scott Oldham | Asistencia: 1.555 espectadores Árbitro(s): Scott Oldham |

| 13 de agosto de 2019, 19:45 | (3) Gillingham               | 2:2 (1:4 p.)               | Newport County (4)                       | Priestfield Stadium, Gillingham |                           |
|                             | - Hanlan 26' - Ndjoli 90'    | Reporte                    | - 84' Abrahams - 90+4' Amond             | Árbitro(s): Trevor Kettle       | Árbitro(s): Trevor Kettle |
|                             |                              | Tiros desde el punto penal |                                          |                                 |                           |
|                             | - Jones - Mandron - Marshall |                            | - Sheeham - Amond - Demetriou - Abrahams |                                 |                           |

| 13 de agosto de 2019, 19:45 | (4) Grimsby Town | 1:0     | Doncaster Rovers (3) | Blundell Park, Cleethorpes                             |                                                        |
|                             | - Cook 40'       | Reporte |                      | Asistencia: 2.470 espectadores Árbitro(s): John Brooks | Asistencia: 2.470 espectadores Árbitro(s): John Brooks |

| 13 de agosto de 2019, 19:45 | (2) Huddersfield Town | 0:1     | Lincoln City (3) | Kirklees Stadium, Huddersfield                          |                                                         |
|                             |                       | Reporte | - 55' Anderson   | Asistencia: 6,908 espectadores Árbitro(s): Peter Wright | Asistencia: 6,908 espectadores Árbitro(s): Peter Wright |

| 13 de agosto de 2019, 19:45 | (2) Luton Town                     | 3:1     | Ipswich Town (3) | Kenilworth Road, Luton                                    |                                                           |
|                             | - Jones 8' - Lee 17' - Shinnie 55' | Reporte | - 74' Dobra      | Asistencia: 5,433 espectadores Árbitro(s): Brett Huxtable | Asistencia: 5,433 espectadores Árbitro(s): Brett Huxtable |

| 13 de agosto de 2019, 19:45 | (4) Mansfield Town                                                              | 2:2 (5:6 p.)               | Morecambe (4)                                                                | Field Mill, Mansfield                                   |                                                         |
|                             | - Pearce 57' - Sterling-James 68'                                               | Reporte                    | - 18', 59' Old                                                               | Asistencia: 1,884 espectadores Árbitro(s): Robert Lewis | Asistencia: 1,884 espectadores Árbitro(s): Robert Lewis |
|                             |                                                                                 | Tiros desde el punto penal |                                                                              |                                                         |                                                         |
|                             | - Khan - Sterling-James - Benning - Rose - Pearce - Tomlinson - Smith - Sweeney |                            | - Miller - Granston - O'Sullivan - Lavelle - Buxton - Kenyon - Brewitt - Old |                                                         |                                                         |

| 13 de agosto de 2019, 19:45 | (2) Middlesbrough                           | 2:2 (2:4 p.)               | Crewe Alexandra (4)                  | Estadio de Riverside, Middlesbrough |                               |
|                             | - Fletcher 75' - Bola 90+1'                 | Reporte                    | - 42' Porter - 45+1' Kirk            | Árbitro(s): Michael Salisbury       | Árbitro(s): Michael Salisbury |
|                             |                                             | Tiros desde el punto penal |                                      |                                     |                               |
|                             | - Assombalonga - Fletcher - McNair - Browne |                            | - Porter - Green - Pickering - Jones |                                     |                               |

| 13 de agosto de 2019, 19:45 | (2) Nottingham Forest | 1:0     | Fleetwood Town (3) | City Ground, West Bridgford                                |                                                            |
|                             | - Tiago Silva 59'     | Reporte |                    | Asistencia: 7,432 espectadores Árbitro(s): Darren Drysdale | Asistencia: 7,432 espectadores Árbitro(s): Darren Drysdale |

| 13 de agosto de 2019, 19:45 | (3) Oxford United | 1:0     | Peterborough United (3) | Kassam Stadium, Oxford                                  |                                                         |
|                             | - Brannagan 88'   | Reporte |                         | Asistencia: 2,798 espectadores Árbitro(s): Oliver Yates | Asistencia: 2,798 espectadores Árbitro(s): Oliver Yates |

| 13 de agosto de 2019, 19:45 | (4) Plymouth Argyle           | 2:0     | Leyton Orient (4) | Home Park, Plymouth                                       |                                                           |
|                             | - McFadzean 59' - Telford 62' | Reporte |                   | Asistencia: 5,573 espectadores Árbitro(s): Antony Coggins | Asistencia: 5,573 espectadores Árbitro(s): Antony Coggins |

| 13 de agosto de 2019, 19:45 | (4) Port Vale | 1:2     | Burton Albion (3)       | Vale Park, Burslem                                      |                                                         |
|                             | - Cullen 53'  | Reporte | - 9' Boyce - 62' Fraser | Asistencia: 2,252 espectadores Árbitro(s): Paul Marsden | Asistencia: 2,252 espectadores Árbitro(s): Paul Marsden |

| 13 de agosto de 2019, 19:45 | (2) Queens Park Rangers                                    | 3:3 (5:4 p.)               | Bristol City (2)                                                | Loftus Road, Shepherd's Bush                           |                                                        |
|                             | - Wells 15' - Chair 26' - Manning 86'                      | Reporte                    | - 13' Diédhiou - 41' Hunt - 59' Walsh                           | Asistencia: 5.795 espectadores Árbitro(s): Andy Davies | Asistencia: 5.795 espectadores Árbitro(s): Andy Davies |
|                             |                                                            | Tiros desde el punto penal |                                                                 |                                                        |                                                        |
|                             | - Manning - Mlakar - Wells - Smith - Barbet - Chair - Amos |                            | - Diédhiou - Walsh - O'Dowda - Eliasson - Moore - Rowe - Wright |                                                        |                                                        |

| 13 de agosto de 2019, 19:45 | (3) Rochdale                                               | 5:2     | Bolton Wanderers (3)      | Spotland Stadium, Rochdale |                         |
|                             | - Henderson 27' - Pyke 64' - Camps 66', 73' - Rathbone 86' | Reporte | - 14' Darcy - 48' Politic | Árbitro(s): Andy Haines    | Árbitro(s): Andy Haines |

| 13 de agosto de 2019, 19:45 | (4) Salford City | 0:3     | Leeds United (2)                        | Moor Lane, Salford       |                          |
|                             |                  | Reporte | - 43' Nketiah - 50' Berardi - 58' Klich | Árbitro(s): Keith Stroud | Árbitro(s): Keith Stroud |

| 13 de agosto de 2019, 19:45 | (4) Scunthorpe United | 0:1     | Derby County (2) | Glanford Park, Scunthorpe |                          |
|                             |                       | Reporte | - 78' Buchanan   | Árbitro(s): Robert Jones  | Árbitro(s): Robert Jones |

| 13 de agosto de 2019, 19:45 | (3) Shrewsbury Town | 0:4     | Rotherham United (3)                             | New Meadow, Shrewsbury        |                               |
|                             |                     | Reporte | - 2' Crooks - 3' Vassell - 56' Ladapo - 84' Wood | Árbitro(s): Anthony Backhouse | Árbitro(s): Anthony Backhouse |

| 13 de agosto de 2019, 19:45 | (4) Stevenage | 1:2     | Southend United (3) | Broadhall Way, Stevenage          |                                   |
|                             | - Parrett 14' | Reporte | - 47', 55' Kelman   | Árbitro(s): Christopher Sarginson | Árbitro(s): Christopher Sarginson |

| 13 de agosto de 2019, 19:45 | (2) Swansea City            | 3:1     | Northampton Town (4) | Liberty Stadium, Swansea                                 |                                                          |
|                             | - Ayew 80', 88' - Byers 83' | Reporte | - 61' Warburton      | Asistencia: 8.058 espectadores Árbitro(s): Kevin Johnson | Asistencia: 8.058 espectadores Árbitro(s): Kevin Johnson |

| 13 de agosto de 2019, 19:45 | (3) Tranmere Rovers | 0:3     | Hull City (2)                              | Prenton Park, Birkenhead          |                                   |
|                             |                     | Reporte | - 1' Toral - 6' Milinkovic - 45' Tafazolli | Árbitro(s): Sebastian Stockbridge | Árbitro(s): Sebastian Stockbridge |

| 13 de agosto de 2019, 19:45 | (4) Walsall       | 2:3     | Crawley Town (4)                          | Bescot Stadium, Walsall                                 |                                                         |
|                             | - Lavery 54', 71' | Reporte | - 21' Morais - 48' Dallison - 56' Nadesan | Asistencia: 2.451 espectadores Árbitro(s): Carl Boyeson | Asistencia: 2.451 espectadores Árbitro(s): Carl Boyeson |

| 13 de agosto de 2019, 19:45 | (2) West Bromwich Albion | 1:2     | Millwall (2)                 | The Hawthorns, West Bromwich                           |                                                        |
|                             | - Austin 9'              | Reporte | - 28' Bradshaw - 55' O'Brien | Asistencia: 10,704 espectadores Árbitro(s): Ross Joyce | Asistencia: 10,704 espectadores Árbitro(s): Ross Joyce |

| 13 de agosto de 2019, 19:45 | (2) Wigan Athletic | 0:1     | Stoke City (2) | DW Stadium, Wigan                                          |                                                            |
|                             |                    | Reporte | - 10' Vokes    | Asistencia: 3,821 espectadores Árbitro(s): Dean Whitestone | Asistencia: 3,821 espectadores Árbitro(s): Dean Whitestone |

| 13 de agosto de 2019, 19:45 | (3) Wycombe Wanderers                   | 1:1 (2:4 p.)               | Reading (2)                         | Adams Park, High Wycombe   |                            |
|                             | - Samuel 59'                            | Reporte                    | - 63' Puşcaş                        | Árbitro(s): Darren England | Árbitro(s): Darren England |
|                             |                                         | Tiros desde el punto penal |                                     |                            |                            |
|                             | - Gape - Freeman - Pattison - Onyedinma |                            | - Puşcaş - Baldock - Swift - Loader |                            |                            |

| 13 de agosto de 2019, 19:45 | (2) Sheffield Wednesday | W.O(1) | Bury (3) | Estadio Hillsborough, Sheffield |  |

## Segunda Ronda
Un total de 50 equipos son parte de la segunda ronda, donde se suman el Fulham y el Cardiff City de la EFL Championship y los equipos de la Premier League que no están en las competiciones europeas. El sorteo de los enfrentamientos se llevó a cabo el 13 de agosto de 2019 por Gary Neville y Paul Robinson.
Los horarios corresponden a UTC +1.
| 27 de agosto de 2019, 19:45 | (3) Bristol Rovers | 1:2 | Brighton & Hove Albion (1)    | Memorial Stadium, Brístol |                          |
|                             | - Nichools 64'     |     | - 55' Connolly - 90+2' Murray | Árbitro(s): Matt Donohue  | Árbitro(s): Matt Donohue |

| 27 de agosto de 2019, 19:45 | (3) Burton Albion                     | 4:0     | Morecambe (4) | Pirelli Stadium, Burton upon Trent                         |                                                            |
|                             | - Boyce 34', 45+2', 74' - Edwards 51' | Reporte |               | Asistencia: 1,500 espectadores Árbitro(s): Seb Stockbridge | Asistencia: 1,500 espectadores Árbitro(s): Seb Stockbridge |

| 27 de agosto de 2019, 19:45 | (2) Cardiff City | 0:3     | Luton Town (2)                           | Cardiff City Stadium, Cardiff                              |                                                            |
|                             |                  | Reporte | - 43' Hoilett - 63' Sheehan - 73' Jervis | Asistencia: 4,111 espectadores Árbitro(s): Tony Harrington | Asistencia: 4,111 espectadores Árbitro(s): Tony Harrington |

| 27 de agosto de 2019, 19:45 | (4) Crawley Town | 1:0     | Norwich City (1) | Broadfield Stadium, Crawley                           |                                                       |
|                             | - Lubala 17'     | Reporte |                  | Asistencia: 5,109 espectadores Árbitro(s): John Busby | Asistencia: 5,109 espectadores Árbitro(s): John Busby |

| 27 de agosto de 2019, 19:45 | (4) Crewe Alexandra | 1:6     | Aston Villa (1)                                                             | Gresty Road, Crewe                                        |                                                           |
|                             | - Wintle 84'        | Reporte | - 4' Konsa - 24', 45+3' Hourihane - 69' Davis - 76' Guilbert - 87' Grealish | Asistencia: 7,173 espectadores Árbitro(s): Jarred Gillett | Asistencia: 7,173 espectadores Árbitro(s): Jarred Gillett |

| 27 de agosto de 2019, 19:45 | (1) Crystal Palace                            | 0:0 (4:5 p.)               | Colchester United (4)                             | Selhurst Park, Croydon   |                          |
|                             |                                               | Reporte                    |                                                   | Árbitro(s): Andy Woolmer | Árbitro(s): Andy Woolmer |
|                             |                                               | Tiros desde el punto penal |                                                   |                          |                          |
|                             | - Townsend - Ayew - Benteke - Camarasa - Zaha |                            | - Norris - Nouble - Brown - Cowan-Hall - Chilvers |                          |                          |

| 27 de agosto de 2019, 19:45 | (2) Fulham | 0:1     | Southampton (1) | Craven Cottage, Fulham                                  |                                                         |
|                             |            | Reporte | - 57' Obafemi   | Asistencia: 8,467 espectadores Árbitro(s): Robert Jones | Asistencia: 8,467 espectadores Árbitro(s): Robert Jones |

| 27 de agosto de 2019, 19:45 | (2) Leeds United                                  | 2:2 (4:5 p.)               | Stoke City (2)                             | Elland Road, Leeds                                          |                                                             |
|                             | - Nketiah 67' - Costa 81'                         | Reporte                    | - 39' Batth - 44' Vokes                    | Asistencia: 30,002 espectadores Árbitro(s): Oliver Langford | Asistencia: 30,002 espectadores Árbitro(s): Oliver Langford |
|                             |                                                   | Tiros desde el punto penal |                                            |                                                             |                                                             |
|                             | - Douglas - Costa - Phillips - Nketiah - Harrison |                            | - Vokes - Duffy - Etebo - Clucas - Butland |                                                             |                                                             |

| 27 de agosto de 2019, 19:45 | (4) Newport County | 0:2     | West Ham United (1)          | Rodney Parade, Newport                                  |                                                         |
|                             |                    | Reporte | - 43' Wilshere - 65' Fornals | Asistencia: 6,382 espectadores Árbitro(s): Steve Martin | Asistencia: 6,382 espectadores Árbitro(s): Steve Martin |

| 27 de agosto de 2019, 19:45 | (2) Nottingham Forest                    | 3:0     | Derby County (2) | City Ground, West Bridgford                             |                                                         |
|                             | - Adomah 25' - Lolley 35' - Carvalho 79' | Reporte |                  | Asistencia: 26,971 espectadores Árbitro(s): John Brooks | Asistencia: 26,971 espectadores Árbitro(s): John Brooks |

| 27 de agosto de 2019, 19:45 | (3) Oxford United                      | 2:2 (4:2 p.)               | Millwall (2)                                  | Kassam Stadium, Oxford                                 |                                                        |
|                             | - Sykes 87' - Henry 90+4'              | Reporte                    | - 29', 52' Böðvarsson                         | Asistencia: 3,693 espectadores Árbitro(s): Craig Hicks | Asistencia: 3,693 espectadores Árbitro(s): Craig Hicks |
|                             |                                        | Tiros desde el punto penal |                                               |                                                        |                                                        |
|                             | - Thorne - Woodburn - Henry - Mousinho |                            | - McCarthy - Böðvarsson - Ferguson - Williams |                                                        |                                                        |

| 27 de agosto de 2019, 19:45 | (4) Plymouth Argyle       | 2:4     | Reading (2)                           | Home Park, Plymouth                                      |                                                          |
|                             | - Taylor 22' - Baxter 55' | Reporte | - 35', 72' Barrett - 87', 90+1' Méïté | Asistencia: 8,365 espectadores Árbitro(s): Kevin Johnson | Asistencia: 8,365 espectadores Árbitro(s): Kevin Johnson |

| 27 de agosto de 2019, 19:45 | (2) Preston North End                         | 2:2 (5:4 p.)               | Hull City (2)                                | Deepdale, Preston                                     |                                                       |
|                             | - Huntington 20' - Harrop 26'                 | Reporte                    | - 34' Magennis - 90+5' Bowen                 | Asistencia: 6,093 espectadores Árbitro(s): David Webb | Asistencia: 6,093 espectadores Árbitro(s): David Webb |
|                             |                                               | Tiros desde el punto penal |                                              |                                                       |                                                       |
|                             | - Harrop - Ledson - Stockley - Bodin - Browne |                            | - Magennis - Eaves - Toral - Lopes - Stewart |                                                       |                                                       |

| 27 de agosto de 2019, 19:45 | (3) Rochdale            | 2:1     | Carlisle United (4) | Spotland Stadium, Rochdale                              |                                                         |
|                             | - Morley 11' - Done 31' | Reporte | - 71' Bridge        | Asistencia: 1,974 espectadores Árbitro(s): Peter Wright | Asistencia: 1,974 espectadores Árbitro(s): Peter Wright |

| 27 de agosto de 2019, 19:45 | (1) Sheffield United           | 2:1     | Blackburn Rovers Football Club (2) | Bramall Lane, Sheffield                                     |                                                             |
|                             | - Stearman 31' - Norwood 45+3' | Reporte | - 72' Gallagher                    | Asistencia: 9,714 espectadores Árbitro(s): Geoff Eltringham | Asistencia: 9,714 espectadores Árbitro(s): Geoff Eltringham |

| 27 de agosto de 2019, 19:45 | (3) Southend United | 1:4     | Milton Keynes Dons (3)                                  | Roots Hall, Southend                                 |                                                      |
|                             | - Goodship 54'      | Reporte | - 35' Healey - 41' Brittain - 82' Boateng - 90+2' Nombe | Asistencia: 2,433 espectadores Árbitro(s): Neil Hair | Asistencia: 2,433 espectadores Árbitro(s): Neil Hair |

| 27 de agosto de 2019, 19:45 | (1) Watford                              | 3:0     | Coventry City (3) | Vicarage Road, Watford                                 |                                                        |
|                             | - Janmaat 37' - Sarr 56' - Peñaranda 69' | Reporte |                   | Asistencia: 12,257 espectadores Árbitro(s): Gavin Ward | Asistencia: 12,257 espectadores Árbitro(s): Gavin Ward |

| 28 de agosto de 2019, 19:45 | (1) AFC Bournemouth              | 0:0 (3:0 p.)               | Forest Green Rovers (4)   | Dean Court, Bournemouth                                    |                                                            |
|                             |                                  | Reporte                    |                           | Asistencia: 9,657 espectadores Árbitro(s): Dean Whitestone | Asistencia: 9,657 espectadores Árbitro(s): Dean Whitestone |
|                             |                                  | Tiros desde el punto penal |                           |                                                            |                                                            |
|                             | - King - Solanke - Ibe - Billing |                            | - Mills - Dawson - Morton |                                                            |                                                            |

| 28 de agosto de 2019, 19:45 | (1) Burnley     | 1:3     | Sunderland (3)                          | Turf Moor, Burnley                                        |                                                           |
|                             | - Rodriguez 12' | Reporte | - 35' Grigg - 47' Flanagan - 50' Dobson | Asistencia: 7,445 espectadores Árbitro(s): Darren England | Asistencia: 7,445 espectadores Árbitro(s): Darren England |

| 28 de agosto de 2019, 19:45 | (3) Lincoln City            | 2:4     | Everton (1)                                                | Sincil Bank, Lincoln                                   |                                                        |
|                             | - Anderson 1' - Andrade 70' | Reporte | - 36' Digne - 59' Sigurðsson - 81' Iwobi - 88' Richarlison | Asistencia: 9,971 espectadores Árbitro(s): Darren Bond | Asistencia: 9,971 espectadores Árbitro(s): Darren Bond |

| 28 de agosto de 2019, 19:45 | (1) Newcastle United              | 1:1 (2:4 p.)               | Leicester City (1)                              | St James' Park, Newcastle upon Tyne                      |                                                          |
|                             | - Mutō 53'                        | Reporte                    | - 34' Maddison                                  | Asistencia: 22,727 espectadores Árbitro(s): Tim Robinson | Asistencia: 22,727 espectadores Árbitro(s): Tim Robinson |
|                             |                                   | Tiros desde el punto penal |                                                 |                                                          |                                                          |
|                             | - Mutō - Shelvey - Schär - Hayden |                            | - Fuchs - Maddison - Tielemans - Barnes - Vardy |                                                          |                                                          |

| 28 de agosto de 2019, 19:45 | (2) Queens Park Rangers | 0:2     | Portsmouth (3)              | Loftus Road, Shepherd's Bush                          |                                                       |
|                             |                         | Reporte | - 77' Marquis - 81' Harness | Asistencia: 7,783 espectadores Árbitro(s): Ross Joyce | Asistencia: 7,783 espectadores Árbitro(s): Ross Joyce |

| 28 de agosto de 2019, 19:45 | (3) Rotherham United | 0:1     | Sheffield Wednesday (2) | New York Stadium, Rotherham                                   |                                                               |
|                             |                      | Reporte | - 90+6' Nuhiu           | Asistencia: 8,679 espectadores Árbitro(s): Charles Breakspear | Asistencia: 8,679 espectadores Árbitro(s): Charles Breakspear |

| 28 de agosto de 2019, 19:45 | (2) Swansea City                                                              | 6:0     | Cambridge United (4) | Liberty Stadium, Swansea                                     |                                                              |
|                             | - Peterson 1' - Byers 20' - Surridge 24', 45+1' - Garrick 31' - Routledge 76' | Reporte |                      | Asistencia: 8,763 espectadores Árbitro(s): Michael Salisbury | Asistencia: 8,763 espectadores Árbitro(s): Michael Salisbury |

| 10 de septiembre de 2019, 19:45 | (4) Grimsby Town                                               | 0:0(2) (5:4 p.)            | Macclesfield Town (4)                                       | Blundell Park, Grimsby      |                             |
|                                 |                                                                | Reporte                    |                                                             | Árbitro(s): Darren Drysdale | Árbitro(s): Darren Drysdale |
|                                 |                                                                | Tiros desde el punto penal |                                                             |                             |                             |
|                                 | - Green - Hanson - Cardwell - Ogbu - Hessenthaler - Whitehouse |                            | - Ironside - Horsfall - Archibald - Gnahoua - Evans - Kirby |                             |                             |

## Tercera Ronda
Un total de 32 equipos compiten en esta etapa. Ingresan 7 equipos de la Premier League en competiciones europeas. (Arsenal, Chelsea, Liverpool, Manchester City, Manchester United, Tottenham Hotspur y Wolverhampton Wanderers). El sorteo de las llaves se llevó a cabo el 28 de agosto de 2019 por Andy Hinchcliffe y Don Goodman.
| 24 de septiembre de 2019, 19:45 | (1) Arsenal                                                                          | 5:0 (1:0) | Nottingham Forest (2) | Emirates Stadium, Holloway (Londres) |  |
|                                 | Gabriel Martinelli 31', 90+2' · Rob Holding 71' · Joe Willock 77' · Reiss Nelson 84' |           |                       |                                      |  |

| 24 de septiembre de 2019, 19:45 | (4) Colchester United | 0:0 (4:3 p.) | Tottenham Hotspur (1) | Colchester Community Stadium, Colchester |  |

| 24 de septiembre de 2019, 19:45 | (4) Crawley Town    | 1:1 (1:1) (5:3 p.) | Stoke City (2) | Broadfield Stadium, Crawley |  |
|                                 | Nathan Ferguson 38' |                    | Sam Vokes 23'  |                             |  |

| 24 de septiembre de 2019, 19:45 | (2) Luton Town | 0:4 (0:2) | Leicester City (1)                                                                | Kenilworth Road, Luton |  |
|                                 |                |           | Demarai Gray 34' · James Justin 44' · Youri Tielemans 79' · Kelechi Iheanacho 86' |                        |  |

| 24 de septiembre de 2019, 19:45 | (3) Portsmouth | 0:4 (0:2) | Southampton (1)                                              | Fratton Park, Portsmouth |  |
|                                 |                |           | Danny Ings 21', 44' · Cédric Soares 77' · Nathan Redmond 86' |                          |  |

| 24 de septiembre de 2019, 19:45 | (2) Preston North End | 0:3 (0:3) | Manchester City (1)                                       | Deepdale, Preston |  |
|                                 |                       |           | Raheem Sterling 19' · Gabriel Jesus 35' · Ryan Ledson 42' |                   |  |

| 24 de septiembre de 2019, 19:45 | (2) Sheffield Wednesday | 0:2 (0:2) | Everton (1)                   | Estadio Hillsborough, Sheffield |  |
|                                 |                         |           | Dominic Calvert-Lewin 6', 10' |                                 |  |

| 24 de septiembre de 2019, 19:45 | (1) Watford                             | 2:1 (1:1) | Swansea City (2) | Vicarage Road, Watford |  |
|                                 | Danny Welbeck 28' · Roberto Pereyra 79' |           | Sam Surridge 34' |                        |  |

| 25 de septiembre de 2019, 19:45 | (1) Brighton & Hove Albion | 1:3 (0:2) | Aston Villa (1)                                              | Falmer Stadium, Falmer |  |
|                                 | Hayden Roberts 61'         |           | Jota Peleteiro 22' · Conor Hourihane 33' · Jack Grealish 77' |                        |  |

| 25 de septiembre de 2019, 19:45 | (3) Burton Albion                        | 2:0 (1:0) | Bournemouth (1) | Pirelli Stadium, Burton upon Trent |  |
|                                 | Oliver Sarkic 14' · Nathan Broadhead 72' |           |                 |                                    |  |

| 25 de septiembre de 2019, 19:45 | (1) Chelsea | 7:1 (3:1) | Grimsby Town (4) | Stamford Bridge (estadio), Fulham |  |
|                                 | Ross Barkley 4' · Michy Batshuayi 7', 86' · Pedro 43' · Kurt Zouma 56' · Reece James 82' · Callum Hudson-Odoi 89' |           | Matt Green 19'   |                                   |  |

| 25 de septiembre de 2019, 19:45 | (3) Milton Keynes Dons | 0:2 (0:1) | Liverpool (1)                         | Stadium MK, Milton Keynes |  |
|                                 |                        |           | James Milner 41' · Ki-Jana Hoever 69' |                           |  |

| 25 de septiembre de 2019, 19:45 | (3) Oxford United                                                                | 4:0 (0:0) | West Ham United (1) | Kassam Stadium, Oxford |  |
|                                 | Elliott Moore 55' · Matty Taylor 71' · Tarique Fosu 84' · Shandon Baptiste 90+2' |           |                     |                        |  |

| 25 de septiembre de 2019, 19:45 | (1) Sheffield United | 0:1 (0:1) | Sunderland (3) | Bramall Lane, Sheffield |  |
|                                 |                      |           | Max Power 9'   |                         |  |

| 25 de septiembre de 2019, 19:45 | (1) Wolverhampton Wanderers | 1:1 (1:0) (4:2 p.) | Reading (2)      | Molineux Stadium, Wolverhampton |  |
|                                 | Bruno João 27'              |                    | Lucas Boyé 90+9' |                                 |  |

| 25 de septiembre de 2019, 20:00 | (1) Manchester United | 1:1 (0:0 (5:3 p.) | Rochdale (3)      | Old Trafford, Mánchester |  |
|                                 | Mason Greenwood 68'   |                   | Luke Matheson 76' |                          |  |

## Cuarta Ronda
| 29 de octubre de 2019, 13:45 | (3) Burton Albion | 1:3 (0:2) | Leicester City (1)                            | Pirelli Stadium, Burton upon Trent                |                                                   |
|                              | - Boyce 52'       | Reporte   | - 7' Iheanacho - 20' Tielemans - 89' Maddison | Asistencia: 6,186 espectadores Árbitro(s): Darren | Asistencia: 6,186 espectadores Árbitro(s): Darren |

| 29 de octubre de 2019, 19:45 | (4) Crawley Town                    | 1:3 (1:1) | Colchester United (4)     | Checkatrade.com Stadium, Crawley                           |                                                            |
|                              | - Bulman 20' - Luyambula 53' (o.g.) | Reporte   | - 22' Norris - 79' Gambin | Asistencia: 5,612 espectadores Árbitro(s): Tony Harrington | Asistencia: 5,612 espectadores Árbitro(s): Tony Harrington |

| 29 de octubre de 2019, 19:45 | (1) Everton                       | 2:1 (0:0) | Watford Football Club (1) | Goodison Park, Liverpool                                 |                                                          |
|                              | - Holgate 72' - Richarlison 90+3' | Reporte   |                           | Asistencia: 34,979 espectadores Árbitro(s): Simon Hooper | Asistencia: 34,979 espectadores Árbitro(s): Simon Hooper |

| 29 de octubre de 2019, 19:45 | (1) Manchester City             | 3:1 (2:0) | Southampton (1) | Etihad Stadium, Mánchester                                |                                                           |
|                              | - Otamendi 20' - Agüero 38' 56' | Reporte   | - 75' Stephens  | Asistencia: 37,143 espectadores Árbitro(s): Jonathan Moss | Asistencia: 37,143 espectadores Árbitro(s): Jonathan Moss |

| 29 de octubre de 2019, 19:45 | (3) Oxford United                       | 1:1 (1:0) (4:2 p.)         | Sunderland (3)   | Kassam Stadium, Oxford                                   |                                                          |
|                              | - Hall 25'                              | Reporte                    | - 78' McNulty    | Asistencia: 11,108 espectadores Árbitro(s): Steve Martin | Asistencia: 11,108 espectadores Árbitro(s): Steve Martin |
|                              |                                         | Tiros desde el punto penal |                  |                                                          |                                                          |
|                              | - Henry - Forde - Fosu-Henry - Mousinho |                            | - Power - O'Nien |                                                          |                                                          |

| 30 de octubre de 2019, 19:30 | (1) Liverpool                                                               | 5:5 (2:3) (5:4 p.)         | Arsenal (1)                                                            | Anfield, Liverpool                                         |                                                            |
|                              | - Mustafi 6' (a.g.) - Milner 43' - Oxlade-Chamberlain 58' - Origi 62' 90+4' | Reporte                    | - 19' Torreira - 26' 36' Martinelli - 54' Maitland-Niles - 70' Willock | Asistencia: 52,694 espectadores Árbitro(s): Andre Marriner | Asistencia: 52,694 espectadores Árbitro(s): Andre Marriner |
|                              |                                                                             | Tiros desde el punto penal |                                                                        |                                                            |                                                            |
|                              | - Milner - Lallana - Brewster - Origi - Jones                               |                            | - Bellerín - Guendouzi - Martinelli - Dani Ceballos - Maitland-Niles   |                                                            |                                                            |

| 30 de octubre de 2019, 19:45 | (1) Aston Villa                  | 2:1 (1:0) | Wolverhampton Wanderers (1) | Villa Park, Birmingham                                |                                                       |
|                              | - El Ghazi 28' - El Mohamady 57' | Reporte   | - 54' Cutrone               | Asistencia: 34,962 espectadores Árbitro(s): Lee Mason | Asistencia: 34,962 espectadores Árbitro(s): Lee Mason |

| 30 de octubre de 2019, 20:05 | (1) Chelsea     | 1:2 (0:1) | Manchester United (1) | Stamford Bridge, Londres                                 |                                                          |
|                              | - Batshuayi 61' | Reporte   | - 25' 73' Rashford    | Asistencia: 38,645 espectadores Árbitro(s): Paul Tierney | Asistencia: 38,645 espectadores Árbitro(s): Paul Tierney |

## Cuartos de final
| 17 de diciembre de 2019, 19:45 | (1) Aston Villa                                                    | 5:0 (4:0) | Liverpool (1) | Villa Park, Birmingham                                |                                                       |
|                                | - Hourihane 14' - Boyes 17' (o.g.) - Kodjia 37' 45' - Wesley 90+2' | Reporte   |               | Asistencia: 30,323 espectadores Árbitro(s): Lee Mason | Asistencia: 30,323 espectadores Árbitro(s): Lee Mason |

- Liverpool decidió jugar con jugadores juveniles debido a que debía disputar el Mundial de Clubes

| 18 de diciembre de 2019, 19:45 | (1) Everton                                | 2:2 (0:2) (2:4 p.)         | Leicester City (1)                             | Goodison Park, Liverpool                                  |                                                           |
|                                | - Davies 70' - Baines 90+1'                | Reporte                    | - 26' Maddison - 29' Evans                     | Asistencia: 39,207 espectadores Árbitro(s): Jonathan Moss | Asistencia: 39,207 espectadores Árbitro(s): Jonathan Moss |
|                                |                                            | Tiros desde el punto penal |                                                |                                                           |                                                           |
|                                | - Tosun - Baines - Holgate - Calvert-Lewin |                            | - Maddison - Chilwell - Pereira - Gray - Vardy |                                                           |                                                           |

| 18 de diciembre de 2019, 19:45 | (3) Oxford United | 1:3 (0:1) | Manchester City (1)              | Kassam Stadium, Oxford                                  |                                                         |
|                                | - Taylor 46'      | Reporte   | - 22' Cancelo - 50' 70' Sterling | Asistencia: 11,817 espectadores Árbitro(s): Andy Madley | Asistencia: 11,817 espectadores Árbitro(s): Andy Madley |

| 18 de diciembre de 2019, 20:00 | (1) Manchester United                             | 3:0 (0:0) | Colchester United (4) | Old Trafford, Mánchester                                |                                                         |
|                                | - Rashford 51' - Jackson 56' (o.g.) - Martial 61' | Reporte   |                       | Asistencia: 57,559 espectadores Árbitro(s): David Coote | Asistencia: 57,559 espectadores Árbitro(s): David Coote |

## Semifinales
En esta ronda participan los 4 equipos que ganaron la ronda anterior, realizándose partidos de ida y vuelta para definir los finalistas del torneo. Dichos encuentros se llevarán a cabo entre el 7 y 29 de enero de 2020.

### Ida
| 7 de enero de 2020, 21:00 | (1) Manchester United | 1:3 (0:3) | Manchester City (1)                                    | Old Trafford, Mánchester                              |                                                       |
|                           | - Rashford 70'        | Reporte   | - 17' Bernardo Silva - 33' Mahrez - 39' (o.g.) Pereira | Asistencia: 69,023 espectadores Árbitro(s): Mike Dean | Asistencia: 69,023 espectadores Árbitro(s): Mike Dean |

| 8 de enero de 2020, 21:00 | (1) Leicester City | 1:1 (0:1) | Aston Villa (1) | King Power Stadium, Leicester                              |                                                            |
|                           | - Iheanacho 74'    | Reporte   | - 28' Guilbert  | Asistencia: 31,280 espectadores Árbitro(s): Chris Kavanagh | Asistencia: 31,280 espectadores Árbitro(s): Chris Kavanagh |

### Vuelta
| 28 de enero de 2020, 20:45 | (1) Aston Villa                 | 2:1 (1:0) | Leicester City (1) | Villa Park, Birmingham                                |                                                       |
|                            | - Targett 12' - Trézéguet 90+3' | Reporte   | - 72' Iheanacho    | Asistencia: 39,300 espectadores Árbitro(s): Mike Dean | Asistencia: 39,300 espectadores Árbitro(s): Mike Dean |

| 29 de enero de 2020, 20:45 | (1) Manchester City | 0:1 (0:1) | Manchester United (1) | Etihad Stadium, Mánchester |                          |
|                            |                     | Reporte   | - 35' Matić           | Árbitro(s): Kevin Friend   | Árbitro(s): Kevin Friend |

## Final
La final se disputó el domingo 1 de marzo de 2020 en Wembley.
| 1 de marzo de 2020, 16:30 | (1) Aston Villa | 1:2 (1:2) | Manchester City (1)      | Wembley Stadium, Londres                              |                                                       |
|                           | - Samatta 41'   | Reporte   | - 20' Agüero - 30' Rodri | Asistencia: 82 145 espectadores Árbitro(s): Lee Mason | Asistencia: 82 145 espectadores Árbitro(s): Lee Mason |

### Ficha
| 25    | POR   | Ørjan Nyland      |     |
| 24    | DEF   | Frédéric Guilbert |     |
| 22    | DEF   | Björn Engels      |     |
| 40    | DEF   | Tyrone Mings      |     |
| 18    | DEF   | Matt Targett      |     |
| 6     | MED   | Douglas Luiz      |     |
| 11    | MED   | Marvelous Nakamba |     |
| 27    | MED   | Ahmed Elmohamady  | 70' |
| 10    | MED   | Jack Grealish     |     |
| 21    | DEL   | Anwar El Ghazi    | 70' |
| 20    | DEL   | Mbwana Samatta    | 80' |
| D. T. | D. T. | Dean Smith        |     |

| 1     | POR   | Claudio Bravo       |     |
| 2     | DEF   | Kyle Walker         |     |
| 5     | DEF   | John Stones         |     |
| 25    | DEF   | Fernandinho         |     |
| 11    | DEF   | Oleksandr Zinchenko |     |
| 8     | MED   | İlkay Gündoğan      | 58' |
| 16    | MED   | Rodri               |     |
| 47    | MED   | Phil Foden          |     |
| 21    | MED   | David Silva         | 77' |
| 7     | MED   | Raheem Sterling     |     |
| 10    | DEL   | Sergio Agüero       | 84' |
| D. T. | D. T. | Pep Guardiola       |     |

| 14 | MED | Conor Hourihane | 70' |
| 17 | MED | Trézéguet       | 70' |
| 39 | DEL | Keinan Davis    | 80' |

| 17 | MED | Kevin De Bruyne | 58' |
| 20 | MED | Bernardo Silva  | 77' |
| 9  | DEL | Gabriel Jesus   | 84' |

| 41' | Mbwana Samatta | 1:2 |

| 20' · 30' | Sergio Agüero Rodri | 0:1 0:2 |

| 68' · 72' · 90+2' | Ahmed Elmohamady Marvelous Nakamba Tyrone Mings |

| 57' · 60' | Raheem Sterling Rodri |

| Principal  | Lee Mason     |
| Asistentes | Ian Hussin    |
|            | Harry Lennard |
| Cuarto     | David Coote   |

|  |                    |     |     |
|  | Tiros              | 5   | 22  |
|  | Tiros a puerta     | 3   | 4   |
|  | Faltas             | 7   | 13  |
|  | Saques de esquina  | 3   | 13  |
|  | Penaltis           | 0   | 0   |
|  | Posesión del balón | 30% | 70% |

| 25    | POR   | Ørjan Nyland      |     |
| 24    | DEF   | Frédéric Guilbert |     |
| 22    | DEF   | Björn Engels      |     |
| 40    | DEF   | Tyrone Mings      |     |
| 18    | DEF   | Matt Targett      |     |
| 6     | MED   | Douglas Luiz      |     |
| 11    | MED   | Marvelous Nakamba |     |
| 27    | MED   | Ahmed Elmohamady  | 70' |
| 10    | MED   | Jack Grealish     |     |
| 21    | DEL   | Anwar El Ghazi    | 70' |
| 20    | DEL   | Mbwana Samatta    | 80' |
| D. T. | D. T. | Dean Smith        |     |

| 1     | POR   | Claudio Bravo       |     |
| 2     | DEF   | Kyle Walker         |     |
| 5     | DEF   | John Stones         |     |
| 25    | DEF   | Fernandinho         |     |
| 11    | DEF   | Oleksandr Zinchenko |     |
| 8     | MED   | İlkay Gündoğan      | 58' |
| 16    | MED   | Rodri               |     |
| 47    | MED   | Phil Foden          |     |
| 21    | MED   | David Silva         | 77' |
| 7     | MED   | Raheem Sterling     |     |
| 10    | DEL   | Sergio Agüero       | 84' |
| D. T. | D. T. | Pep Guardiola       |     |

| 14 | MED | Conor Hourihane | 70' |
| 17 | MED | Trézéguet       | 70' |
| 39 | DEL | Keinan Davis    | 80' |

| 17 | MED | Kevin De Bruyne | 58' |
| 20 | MED | Bernardo Silva  | 77' |
| 9  | DEL | Gabriel Jesus   | 84' |

| 41' | Mbwana Samatta | 1:2 |

| 20' · 30' | Sergio Agüero Rodri | 0:1 0:2 |

| 68' · 72' · 90+2' | Ahmed Elmohamady Marvelous Nakamba Tyrone Mings |

| 57' · 60' | Raheem Sterling Rodri |

| Principal  | Lee Mason     |
| Asistentes | Ian Hussin    |
|            | Harry Lennard |
| Cuarto     | David Coote   |

|  |                    |     |     |
|  | Tiros              | 5   | 22  |
|  | Tiros a puerta     | 3   | 4   |
|  | Faltas             | 7   | 13  |
|  | Saques de esquina  | 3   | 13  |
|  | Penaltis           | 0   | 0   |
|  | Posesión del balón | 30% | 70% |

| 25    | POR   | Ørjan Nyland      |     |
| 24    | DEF   | Frédéric Guilbert |     |
| 22    | DEF   | Björn Engels      |     |
| 40    | DEF   | Tyrone Mings      |     |
| 18    | DEF   | Matt Targett      |     |
| 6     | MED   | Douglas Luiz      |     |
| 11    | MED   | Marvelous Nakamba |     |
| 27    | MED   | Ahmed Elmohamady  | 70' |
| 10    | MED   | Jack Grealish     |     |
| 21    | DEL   | Anwar El Ghazi    | 70' |
| 20    | DEL   | Mbwana Samatta    | 80' |
| D. T. | D. T. | Dean Smith        |     |

| 1     | POR   | Claudio Bravo       |     |
| 2     | DEF   | Kyle Walker         |     |
| 5     | DEF   | John Stones         |     |
| 25    | DEF   | Fernandinho         |     |
| 11    | DEF   | Oleksandr Zinchenko |     |
| 8     | MED   | İlkay Gündoğan      | 58' |
| 16    | MED   | Rodri               |     |
| 47    | MED   | Phil Foden          |     |
| 21    | MED   | David Silva         | 77' |
| 7     | MED   | Raheem Sterling     |     |
| 10    | DEL   | Sergio Agüero       | 84' |
| D. T. | D. T. | Pep Guardiola       |     |

| 14 | MED | Conor Hourihane | 70' |
| 17 | MED | Trézéguet       | 70' |
| 39 | DEL | Keinan Davis    | 80' |

| 17 | MED | Kevin De Bruyne | 58' |
| 20 | MED | Bernardo Silva  | 77' |
| 9  | DEL | Gabriel Jesus   | 84' |

| 41' | Mbwana Samatta | 1:2 |

| 20' · 30' | Sergio Agüero Rodri | 0:1 0:2 |

| 68' · 72' · 90+2' | Ahmed Elmohamady Marvelous Nakamba Tyrone Mings |

| 57' · 60' | Raheem Sterling Rodri |

| Principal  | Lee Mason     |
| Asistentes | Ian Hussin    |
|            | Harry Lennard |
| Cuarto     | David Coote   |

|  |                    |     |     |
|  | Tiros              | 5   | 22  |
|  | Tiros a puerta     | 3   | 4   |
|  | Faltas             | 7   | 13  |
|  | Saques de esquina  | 3   | 13  |
|  | Penaltis           | 0   | 0   |
|  | Posesión del balón | 30% | 70% |

| 25    | POR   | Ørjan Nyland      |     |
| 24    | DEF   | Frédéric Guilbert |     |
| 22    | DEF   | Björn Engels      |     |
| 40    | DEF   | Tyrone Mings      |     |
| 18    | DEF   | Matt Targett      |     |
| 6     | MED   | Douglas Luiz      |     |
| 11    | MED   | Marvelous Nakamba |     |
| 27    | MED   | Ahmed Elmohamady  | 70' |
| 10    | MED   | Jack Grealish     |     |
| 21    | DEL   | Anwar El Ghazi    | 70' |
| 20    | DEL   | Mbwana Samatta    | 80' |
| D. T. | D. T. | Dean Smith        |     |

| 1     | POR   | Claudio Bravo       |     |
| 2     | DEF   | Kyle Walker         |     |
| 5     | DEF   | John Stones         |     |
| 25    | DEF   | Fernandinho         |     |
| 11    | DEF   | Oleksandr Zinchenko |     |
| 8     | MED   | İlkay Gündoğan      | 58' |
| 16    | MED   | Rodri               |     |
| 47    | MED   | Phil Foden          |     |
| 21    | MED   | David Silva         | 77' |
| 7     | MED   | Raheem Sterling     |     |
| 10    | DEL   | Sergio Agüero       | 84' |
| D. T. | D. T. | Pep Guardiola       |     |

| 14 | MED | Conor Hourihane | 70' |
| 17 | MED | Trézéguet       | 70' |
| 39 | DEL | Keinan Davis    | 80' |

| 17 | MED | Kevin De Bruyne | 58' |
| 20 | MED | Bernardo Silva  | 77' |
| 9  | DEL | Gabriel Jesus   | 84' |

| 41' | Mbwana Samatta | 1:2 |

| 20' · 30' | Sergio Agüero Rodri | 0:1 0:2 |

| 68' · 72' · 90+2' | Ahmed Elmohamady Marvelous Nakamba Tyrone Mings |

| 57' · 60' | Raheem Sterling Rodri |

| Principal  | Lee Mason     |
| Asistentes | Ian Hussin    |
|            | Harry Lennard |
| Cuarto     | David Coote   |

|  |                    |     |     |
|  | Tiros              | 5   | 22  |
|  | Tiros a puerta     | 3   | 4   |
|  | Faltas             | 7   | 13  |
|  | Saques de esquina  | 3   | 13  |
|  | Penaltis           | 0   | 0   |
|  | Posesión del balón | 30% | 70% |

|                                   |
| Bandera de Inglaterra             |
| Campeón Manchester City 7° título |

## Goleadores
| Pos. | Futbolista         | Club              | Goles |
| ---- | ------------------ | ----------------- | ----- |
| 1    | Liam Boyce         | Burton Albion     | 5     |
| 2    | Conor Hourihane    | Aston Villa       | 4     |
| 2    | Kelechi Iheanacho  | Leicester City    | 4     |
| 2    | Gabriel Martinelli | Arsenal           | 4     |
| 2    | Marcus Rashford    | Manchester United | 4     |
| 4    | Michy Batshuayi    | Chelsea           | 3     |
| 4    | Sergio Agüero      | Manchester City   | 3     |
| 4    | James Maddison     | Leicester City    | 3     |
| 4    | Raheem Sterling    | Manchester City   | 3     |
| 4    | Sam Surridge       | Swansea City      | 3     |